# 2019 OK
2019 OK是一颗近地小行星 ，发现于2019年7月25日，其接近地球的几小时前。据估计，它直径约为187至426英尺（57至130）。它是2019年发现的同量级小行星中最小的。

## 轨道与分类
它是花神星族（402）中的一员 。花神星族是一个庞大的小行星族，同时也是主带中最大的石质小行星族。 它在内主带上以0.5-3.4天文单位的半径每2年9个月绕太阳运行一周（993天；半长轴为1.95天文单位）。其轨道离心率为 0.76，相对于黄道的倾角为1 ° 。 

## 2019年与地球的贴近
2019年7月25日格林尼治标准时间（UTC时间）01点22分，当它经过地球时，它与地球达到最近距离45,000英里（72,000）；而这一距离仅不到地月距离的五分之一。它当时的速度接近88,500（55,000英里）每小时。 

### 碰撞发生的可能影响
据估计，如果2019 OK撞击了地球，就会释放出等同于约1000万吨TNT炸药的爆炸能； 另一项估计表示这样的能量相当于当年广岛原子弹爆炸产生能量的100倍。 还有人估计称，它可与1908年的通古斯大爆炸所释放的摧毁了2000平方公里（770平方英里）林地的能量相比。 